# Pablo Yagüe
Pablo Yagüe Estebaranz (Condado de Castilnovo, Segovia, 1909 o 1910 - Madrid, 19 de mayo de 1943) fue un sindicalista y político comunista español.
Se desplazó a Madrid en busca de trabajo y encontró ocupación como repartidor de pan. En 1925 ingresó en el Sindicato de Artes Blancas (panadería) de la UGT, en el cual alcanzaría cargos directivos entre 1933 y 1935. En 1930 se afilió al Partido Comunista de España, junto con otros dirigentes sindicales, como Isidoro Diéguez y Luis Cabo Giorla. Estuvo detenido varias veces: en 1931 (acusado de tratar de envenenar el suministro de agua de Madrid) y en 1933 y 1935 (por su pertenencia al Comité Provincial madrileño del PCE). A comienzos de 1936 era el secretario de dicho comité.
En noviembre de 1936, ante la huida del gobierno hacia Valencia, se constituyó la Junta de Defensa de Madrid, con el objetivo de defender la ciudad del asedio franquista. En ella Yagüe fue nombrado delegado de Abastecimientos en representación de la Casa del Pueblo (UGT), convirtiéndose así en el tercer titular comunista de la Junta (junto con el delegado de Guerra, Antonio Mije, y el de Orden Público, Santiago Carrillo).
El 23 de diciembre, a las tres de la tarde, resultó gravemente herido al ser tiroteado su coche en un control de carreteras de la CNT. Miembros del Ateneo Libertario de Ventas mantenían un control que cortaba la carretera de Zaragoza e impedían el paso a aquellos que no llevaran un pase validado por la CNT. Según los anarquistas, el incidente se debió a la negativa de Yagüe a permanecer más tiempo en el control tras proceder los militantes anarquistas a identificarle y no considerar suficientes las acreditaciones ofrecidas. Cuando el coche trató de reanudar su marcha, los miembros del control dispararon al vehículo y Yagüe fue herido de gravedad al recibir un tiro en la espalda. Los comunistas hablaban de atentado premeditado, originado por la animadversión de los anarquistas, al haber interferido en la distribución de alimentos en establecimientos colectivizados. El incidente originó fuertes enfrentamientos y acciones de represalia en Madrid entre comunistas y anarcosindicalistas, que se cobraron la vida de varios militantes de ambos bandos. Los implicados, que fueron detenidos tras el incidente por fuerzas de la Delegación de Orden Público de Santiago Carrillo, fueron finalmente absueltos por un tribunal popular.
La gravedad de las heridas hizo que fuese relevado como miembro de la Junta, siendo reemplazado por Luis Nieto de la Fuente, su suplente. En mayo de 1937 recibió el alta y pasó a desempeñar la presidencia de la Cooperativa de Artes Blancas (la Junta de Defensa de Madrid se había disuelto en abril). Al producirse el golpe de Estado de Casado, fue detenido por los casadistas e internado en la cárcel de Porlier. Allí se encontraba al producirse la caída de la ciudad en manos de las tropas franquistas y el fin de la guerra. Sin embargo, fue liberado en 23 de septiembre de 1941, sin haber sido sometido a juicio. Se ocultó en casa de Alicia Martínez, a la que había conocido durante la guerra y con la que mantenía una relación amistosa, sin llegarse a implicar en la reconstrucción de la estructura clandestina del partido. Sin embargo, fue detenido de nuevo, junto con su amiga y los padres de esta. Fue internado de nuevo en la cárcel de Porlier, y juzgado con otras catorce personas en abril de 1943. Yagüe, junto con otros once de los juzgados, fue condenado a muerte y fusilado el 19 de mayo de 1943 en las tapias del cementerio de la Almudena, dejando a su viuda, Dolores Moreno Martínez (compañera de partido), y a sus cuatro hijos.